# 至尊
至尊（Prime），或稱至尊級領導者（Prime Leader），是變形金剛系列作品中的專有名詞。在大多數的變形金剛世界觀中，指的是Autobot的最高領導者。通常擁有至尊這個頭銜的人表示他攜帶著母體。「至尊」這個名稱源自於光神普萊瑪斯（Primus）的名稱。

## 驚奇漫畫世界觀
「至尊」這個概念建立於驚奇漫畫版的世界觀，並且被表現得最為完整。值得一提的是，「至尊」在這個世界觀中並沒有與Autobot的領導者有太大的關聯性。柯博文早在成為Autobot的指揮官以前就已經獲得了「至尊」的頭銜。在驚奇漫畫版的世界觀中，「至尊」是一個宗教性的頭銜而非軍事上的地位。
具有至尊頭銜的人物有：
- 普萊瑪 (Prima)
- 镇天威 (Prime Nova)
- 御天敌 (Sentinel Prime)
- 擎天柱（Optimus Prime）
- 补天士（Rodimus Prime）- 只有在英國版的未來世界中登場。

## G1動畫
在G1卡通之中，「至尊」這個頭銜並沒有在劇中被特別被強調。就已知的歷任博派(Autobot)領導者來說，只有柯博文與洛迪文擁有「至尊」的頭銜，同樣是當過領導者的鈦師傅（Alpha Trion）與馬格斯（Ultra Magnus）就沒有「至尊」這個頭銜。在G1動畫中的領袖傳承跟領袖矩陣本身的關係大過於至尊的頭銜。

### 日版世界觀
詳細請參照康寶
嚴格來說，日版世界觀並無「至尊」這項設定，但是有個類似的頭銜稱為康寶(コンボイ)。

## Dreamwave世界觀
Generation One
- 原初至尊 (Alpha Prime)
- 守護至尊 (Guardian Prime)
- 警戒至尊 (Sentinel Prime)
- 鐵牛至尊 (Optimus Prime)

## IDW漫畫
在2005年到2019年的漫畫中，「至尊」的頭銜並不統一。第一批「至尊」是賽柏坦的遠古時代的十三個部落領袖，但他們並不是普來馬斯最初創造的十三個變形金剛，其中有些成員代表了部分變形金剛中的特殊族群，搭乘各自的泰坦金剛(Titan)、向外開發了不同的殖民星球。最早的一批至尊的名單已知如下：
- 普萊瑪(Prima)：領袖，名字來自創世神普萊瑪斯，Primus，星辰劍(Star Saber)最早的持有者，星辰劍的護手擊是領袖矩陣。
- 別克普萊姆至尊(Vector Prime)：時空守護者，守護時間與空間的至尊，有能力進行時空旅行。
- 鈦師傅(Aplha Trion)：說書人，癡迷於知識與故事的領袖，名稱並不包含「至尊」。其配屬的泰坦金剛是大都會(Metroplex)，變形為一艘太空船。
- 索拉絲至尊(Solus Prime)：鍛造者，使用她的神器造物車床(Creation Lathe)鍛造了許多至尊們的神器，包括普萊瑪的星辰劍、密卡托納斯的鎮魂砲(Requiem Blaster)、微米至尊的嵌合聖石、鼎峰戰甲(Apex Armor)、合和至尊的混沌邊際之劍(Chaos Edge)、賽中劍(Cyber Caliber)、合和之謎(Enigma of Combination)、鈦師傅的箴言筆(Quill)，也包括一些其他神器或聖物，像是賽星鑰匙(Zeonomicon)、終結之刃(Terminus Blade)。最早的女性賽博坦人，其配屬的泰坦亦是女性泰坦凱米諾絲(Caminus)，建立了全女性變形金剛的殖民地天鑄城(Caminus)。曾經和密卡托納斯感情要好，但因為馬克西姆大君的挑撥而最終死在密卡托那斯手上。
- 微米至尊(Micronus Prime)：良知者，具有最高度的道德標準。代表迷你金剛(Minicon)。創造了微觀宇宙(Microspace)，之後和同為IDW出版社底下漫畫的微星小超人系列連動劇情。用他的嵌合聖石(Chimera Stone)和其他至尊連結。
- 煉萃至尊(Alchemist Prime)：化學家、釀酒師、醉酒者，醉心於研究自然中的化學分子結構，有配戴的一組多重透鏡。嗜酒。
- 合和至尊(Nexus Prime)：第一個合體金剛，代表合體金剛族群，使用合和之秘將自己區分成五個部分。
- 掠獸至尊(Onyx Prime)：牧獸人，個性和善，第一個野獸金剛，代表野獸金剛族群。其配屬的泰坦是切拉(Chela)，在叢林星球建立了全部成員都變形成動物的殖民地優卡洛斯(Eukaris)。在某個時間點被回到過去的震盪波(Shockwaüe)殺害並取代其身分。
- 馬克西姆大君(Liege Maximo)：陰謀家，詭計多端的詐欺者、說客、擅長操縱他人。挑撥離間的技能導致了至尊內戰、讓密卡托那斯殺害了索拉絲至尊。其配屬的泰坦是鐵淵號(Vigilem)，與其說是他的泰坦事實上是他的囚牢，不過因為鐵淵對馬克西姆忠心耿耿，因此被鎖死沉睡在巨型太空船狀態，直到被風刃(Windblade)強行解除封印。
- 密卡托那斯(Megatronus)：戰士，背叛者，也就是墮落金剛(The Fallen)。在此版本中原本是一個野人、被穿越時空的震盪波按照米卡登的名號取名為密卡托那斯、並逐漸培養他成為一個強大無地、殘忍的戰士。造型非常接近於麥可貝真人電影版的密卡登(Megatron)、身上有許多尖銳的結構、主要以銀色為主。持有一柄由索拉絲至尊製造的強大武器鎮魂槍。和索拉絲至尊關係要好、但因為馬克西姆大君的挑撥離間而親手殺死她。

在以上的初代至尊之後，至尊的名號逐漸由部落領袖演變成博派亦會選出的博派領導人的稱號，曾經由以下的人持有過：
- 镇天威 (Nova Prime) / 大黑天 (Nemesis Prime)：賽博坦黃金時期領袖，開發出冷組建方法建造變形金剛。之後搭乘方舟號前往尋找其他替代能源、並迷航在死亡宇宙裡。
- 御天敌 (Sentinel Prime)：祕密的頭領戰士，被密卡登殺害後發揮自己深為頭領戰士的能力逃跑、在多年後東山再起。
- 竞天择  (Zeta Prime)：繼承御天至尊的位置，但是後來被發現同樣是為了權力不擇手段的野心家。
- 擎天柱 (Optimus Prime)：現任博派領袖。
- 补天士 (Rodimus Prime)：繼任博派領袖。一度持有領袖矩陣。

## 邪神三部曲世界觀
在邪神三部曲世界觀中，只有康寶(柯博文)具有至尊的頭銜。超能連結中的羅迪瑪斯並無「至尊」之頭銜，但是他在日版中具有康寶的頭銜。

## 創世十三祖
每一位祖都是至尊。
先觉天 (Prima)
引天行 (Vector Prime)
堕落金刚 (The Fallen)

## 變形金剛進化版世界觀
在變形金剛進化版（Transformers Animated）中，至尊只是一個隊長的階級而已，目前已確認的有：
- (Optimus Prime) - 被通天晓從精英衛隊開除，擔任柯博文團隊隊長。
- 御天敌 (Sentinel Prime) - 精英衛隊成員。
- 長臂领袖 (Longarm Prime) - 真實身分為臥底間諜震波 (Shockwave)。
- 补天士 (Rodimus Prime) - 駐守在衛星基地，雅典娜小隊隊長，被狂派的浮油用宇宙鏽蝕病毒重傷，但完結篇已修復。

## 真人電影系列
在麥可貝主導的變形金剛真人電影系列中，在2009年的《變形金剛：復仇之戰》(Transformers：Revenge of the Fallen)中揭露，最初共有七名至尊：
- 先觉天
- 引天行
- 马克西莫大帝
- 震天威(又稱墮落金剛)
- 钛师傅
- 经天纬
- 幻天灵

這七名至尊領導著賽柏坦社會，但後來因為墮落金剛的反叛、打算用恆星收割器摧毀地球的太陽、違反至尊們的誓言，於是她的其他兄弟聯手起來對抗他、但因為墮落金剛太過強大、因此他的兄弟們在重傷他之後、自我犧牲、將可以啟動恆星收割器的鑰匙、也就是領袖矩陣封存在他們自己的身軀鑄造的墳墓中。
透過相關作品補充，有一些亦之角色是七位原出至尊的後裔，如下所列：
- 御天敌：七名至尊金剛（Prime）的後裔之一
- 擎天柱：七名至尊金剛（Prime）的後裔之一
- 威震天：七名至尊金剛（Prime）的後裔之一

而在2018年《大黃蜂》(Bumblebee)電影重啟過後尚未提及該版本的至尊設定。

## 註記
- 大黑天（Nemesis Prime）雖然名字中具有Prime，但除了镇天威（Nova Prime）之外的名角色都不是至尊。
- 原始至尊（Primal Prime），沃克利用母體製造出來的變形金剛。
- 火炎康寶（Fire Convoy）在歐美市場被當成另一個平行世界的擎天柱，意即火焰康寶在該世界觀中具有「至尊」的頭銜。而神威火炎康寶（God Fire Convoy）則是改稱為最終至尊（Omega Prime）。
- 《百變金剛：》萊歐康寶（Lio Convoy）近年在歐美市場改以獅子至尊（Lio Primal）的名稱販售。
- 《變形金剛：微型傳說》中的迷你金剛火星塞（Sparkplug）的日文名稱為至尊（Prime）。

## 參照
- 康寶

## 來源
1. ↑  Vector Prime: In the Beginning, Transformers Fanclub #1